# Escudo de Líbano
Líbano no ha adoptado nunca un escudo de armas o emblema oficial. Sin embargo, se han utilizado varios escudos de armas no oficiales desde la proclamación de la independencia el 7 de diciembre de 1943. La variante principal consiste en un campo de gules con una barra de plata cargada de un cedro de sinople, similar a la bandera, con la diferencia que esta lleva una faja de doble anchura en vez de la barra del escudo.
Se quiso hacer un emblema neutro, que no representara específicamente ninguna de las facciones religiosas del país. Oficialmente, el rojo representa el sacrificio del pueblo libanés durante la lucha por la independencia, mientras que el blanco es el color de la pureza y la paz. El cedro es el árbol nacional libanés y es un símbolo del Líbano desde los tiempos del rey Salomón; simboliza la felicidad y la prosperidad.

## Galería de escudos

Emblema del Gran Líbano (1923-1943)
Escudo del Líbano (1943-1995)
Cedro libanés, como se ve en el escudo y la bandera del Líbano
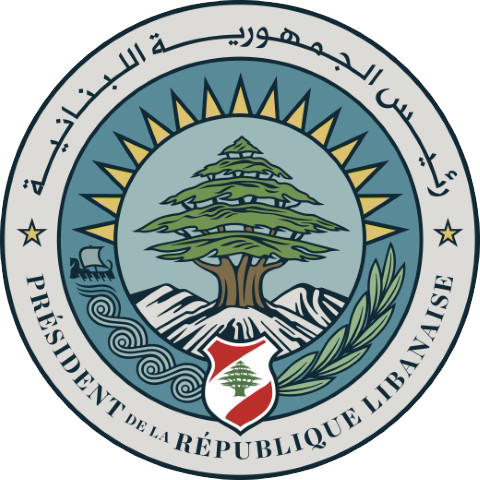
Sello no oficial del Presidente del Líbano